# 민족문제연구소의 친일인명사전 수록자 명단 - 해외
민족문제연구소의 친일인명사전 수록예정자 명단 - 해외는 2008년 민족문제연구소가 발표한 친일인명사전 수록예정자 명단 중 해외 분야에 분류된 이들의 명단이다.

## 해외 분야 목록

### 중국 만주

#### 가
| - 강경해 (姜鏡海) - 강국진 (姜國振) - 강기홍 (姜基弘) - 강동춘 (姜東春) - 강만수 (姜萬洙) - 강만순 (姜萬順) - 강면홍 - 강무석 (姜武錫) - 강병철 (姜秉喆) - 강사용 (姜師鎔) - 강세권 (姜世權) - 강수범 (姜洙範) - 강신채 (姜信彩) - 강신향 (姜信鄕) - 강옥림 (姜玉林) - 강용준 (姜鎔俊) - 강원명 (姜元明) - 강전열 (姜典烈) - 강태구 (姜泰球) - 강태권 (姜泰權) - 강태범 (姜泰範) - 강태섭 (姜太燮) - 강항윤 (康恒潤) - 강해원 (姜海元) - 강현묵 (姜鉉默) - 강흥렬 (姜興烈) - 계구환 (桂球煥) - 계난수 (桂蘭秀) - 경찰 - 고동호 (高東浩) - 고수봉 (高秀逢) - 고재필 (高在珌) - 고태연 (高泰然) - 공한석 (孔漢錫) - 구선일 (具善日) - 권성근 (權成根) - 권송극 (權宋極) - 권영천 (權永天) - 권용활 (權勇活) - 권재권 (權在權) - 권치안 (權致安) - 권태술 (權泰述) - 권혁주 (權赫周) - 권희수 (權熙秀) - 금창수 (琴昌洙) - 길익선 (吉益宣) - 길창실 (吉昌實) - 김각부 (金恪孚) - 김경로 - 김경률 (金京律) - 김경심 (金鏡深) - 김경재 (金璟載) - 김경춘 - 김경하 (金京河) - 김경호 (金璟鎬) - 김경환 (金景煥) - 김계룡 (金桂龍) - 김관천 - 김광근 (金光根) - 사법 - 김국용 (金國庸) - 김국한 (金國翰) - 김권호 (金權浩) - 김극인 (金極寅) - 김근석 - 김금준 (金今俊) - 김기룡 (金紀龍) - 김길룡 (金吉龍) - 김길순 (金吉淳) - 김길준 (金吉俊) - 김길현 (金吉鉉) - 김남길 (金南吉) - 김남룡 (金南龍) - 김남수 (金南洙) - 김남익 (金南益) - 김덕수 (金悳洙) - 김덕창 (金德昌) - 김도명 (金道明) - 김도일 (金道一) - 김동규 (金東奎) - 김동근 (金東瑾) - 김동렬 (金棟烈) | - 김동만 (金東晩) - 김동순 (金東順) - 김동식 (金東植) - 김동학 (金東鶴) - 김동한 (金東漢) - 김동호 (金東浩) - 김동호 (金東浩) - 김동호 (金東浩) - 김동화 (金東華) - 김동황 (金東榥) - 김동훈 (金東勳) - 김두익 (金斗益) - 김두찬 (金斗贊) - 김두현 - 김득연 (金得連) - 김득황 (金得榥) - 김렬 (金烈) - 김만옥 (金萬玉) - 김만용 (金萬用) - 김만종 (金萬鍾) - 김명여 (金鳴汝) - 김명완 (金明完) - 김명한 (金明漢) - 김문극 (金文極) - 김문홍 (金文弘) - 김민건 (金民建) - 김백록 (金百綠) - 김백률 (金百律) - 김범주 (金範疇) - 김병권 (金炳權) - 김병권 (金秉權) - 김병섭 (金炳燮) - 김병억 (金秉億) - 김병욱 (金秉郁) - 김병태 (金秉泰) - 관료 - 김병호 (金炳浩) - 김봉남 (金奉男) - 김봉렬 (金鳳烈) - 김봉장 (金鳳章) - 김봉진 (金鳳鎭) - 김산천 (金山川) - 김삼룡 (金三龍) - 김삼수 (金三守) - 김상권 (金尙權) - 김상렬 (金相烈) - 김상선 (金相善) - 김상영 (金湘英) - 김상학 (金祥鶴) - 김석준 (金石俊) - 김석준 (金錫俊) - 김석진 (金錫鎭) - 김선풍 (金旋風) - 김성기 (金成基) - 김성남 (金成男) - 김성만 (金成滿) - 김성준 (金成濬) - 김성진 (金聲振) - 김성환 (金星煥) - 김송렬 (金松烈) - 김수열 (金秀烈) - 김수영 (金壽永) - 김순구 (金荀九) - 김순남 (金順南) - 김승식 (金承植) - 김시영 (金是榮) - 김억록 (金億錄) - 김여백 (金汝伯) - 김여화 (金呂華) - 김연수 (金秊洙) - 중추원, 경제 - 김연찬 (金演燦) - 김영규 (金永奎) - 김영석 (金永錫) - 김영수 (金榮秀) - 김영익 (金榮翼) - 김영재 (金永哉) - 김영철 (金永哲) - 김영한 - 김완묵 (金完默) - 김용국 (金用國) | - 김용순 (金龍順) - 김용익 (金容翊) - 김용주 (金龍周) - 김용찬 - 김용하 (金龍河) - 김용호 (金龍虎) - 김용환 (金龍煥) - 김우근 (金禹根) - 김우식 (金禹植) - 김우영 (金雨英) - 중추원, 관료 - 김우평 (金佑枰) - 김운생 (金雲生) - 김웅각 (金雄珏) - 김유영 (金裕泳) - 김윤언 (金允彦) - 김은성 (金殷成) - 김응두 (金應斗) - 김응호 (金應浩) - 김응환 (金應煥) - 김이규 (金利奎) - 김인갑 (金仁甲) - 김인배 (金仁培) - 김인수 (金仁洙) - 김일규 (金逸奎) - 김일병 (金一秉) - 김일송 (金日松) - 김임수 (金壬洙) - 김장섭 (金章聶) - 김장지 (金長祉) - 김재곤 (金在坤) - 김재용 (金在鎔) - 김재필 (金梓弼) - 김정 (金鼎) - 김정기 (金正基) - 김정섭 (金晶燮) - 김정하 (金鼎河) - 김조 (金鳥) - 김종수 (金鐘洙) - 김종수 - 김주익 (金柱益) - 김준형 (金俊衡) - 김중식 (金仲植) - 김중형 (金重衡) - 김진규 (金振奎) - 김진길 (金鎭吉) - 김진만 (金鎭萬) - 김진성 (金振聲) - 김창룡 (金昌龍) - 김창범 (金昌範) - 김창보 (金昌寶) - 김창영 (金昌永) - 관료, 경찰 - 김창학 (金昌學) - 김천을 (金天乙) - 김철림 (金哲林) - 김청송 (金靑松) - 김춘학 (金春鶴) - 김태경 (金泰炅) - 김태복 (金泰福) - 김태옥 (金泰玉) - 김태욱 (金泰旭) - 김태호 (金泰昊) - 김택영 (金澤英) - 김파 (金波) - 김하성 (金河星) - 김하영 (金河榮) - 김학성 (金學聲) - 김학수 (金學洙) - 김행룡 - 김헌운 (金憲云) - 김혁종 (金赫鍾) - 김현수 (金鉉洙) - 김현식 (金賢植) - 김형년 (金亨年) - 김형준 (金泂俊) - 김혜해 (金惠海) - 김호준 (金鎬俊) - 김홍락 (金洪洛) - 김화성 (金化成) - 김화준 (金華俊) - 김흥두 (金興斗) |

#### 나
| - 나만봉 (羅萬峰) - 남명수 (南明洙) - 남박 (南博) - 남성규 (南成奎) | - 남성만 (南成萬) - 남승범 (南升範) - 남일남 (南一男) - 남일록 (南日綠) | - 남해원 (南海元) - 노기연 (盧起燕) - 노동훈 - 노영득 (盧永得) |

#### 다
| - 독고욱 (獨孤旭) | - 독고환 (獨孤桓) |  |

#### 마
| - 마등철 (馬登哲) - 마용하 - 마창권 (馬昌權) - 문관오 (文貫吾) | - 문국빈 (文國彬) - 문용만 (文龍萬) - 문일현 (文一賢) - 문종수 (文鍾洙) | - 문태선 (文泰善) - 문혁남 (文赫男) - 민병찬 (閔秉燦) |

#### 바
| - 박광석 (朴光石) - 박근수 - 박근영 (朴根榮) - 박기홍 (朴基弘) - 박기화 (朴基和) - 박남세 (朴南世) - 박도진 (朴道振) - 박동준 (朴東俊) - 박동춘 (朴東春) - 박두남 (朴斗南) - 박두남 (朴斗南) - 박두만 (朴斗滿) - 박두영 (朴斗榮) - 중추원, 군 - 박만전 (朴萬典) - 박민선 (朴敏善) - 박병록 (朴炳綠) - 박봉수 (朴鳳洙) - 박봉순 (朴逢舜) - 박삼룡 (朴三龍) - 박석윤 (朴錫胤) - 언론/출판 - 박성봉 (朴成峯) - 박송원 (朴松園) - 박순 (朴淳) - 박순봉 (朴順峯) | - 박순열 (朴順烈) - 박승우 (朴承宇) - 박승하 (朴勝夏) - 박승호 - 박시리 (朴時利) - 박시화 (朴時和) - 박안식 (朴安植) - 박안중 (朴安仲) - 박암 (朴巖) - 박영규 (朴永奎) - 박영식 (朴永植) - 박영준 (朴英俊) - 박영천 (朴永泉) - 박용범 (朴龍範) - 박용석 (朴用錫) - 박용일 (朴容日) - 박용찬 (朴容燦) - 박용촌 - 박원성 (朴元成) - 박원식 (朴元植) - 박장식 (朴章植) - 박재형 (朴在亨) - 박제아 - 박준병 (朴準秉) | - 박찬열 (朴贊烈) - 박찬옥 (朴燦玉) - 박춘권 (朴春權) - 박춘만 (朴春滿) - 박춘범 (朴春範) - 박춘화 (朴春華) - 박택 (朴澤) - 박필근 (朴弼根) - 박호길 (朴好吉) - 박홍순 (朴弘順) - 방두천 (方斗天) - 방명규 (方明奎) - 방학수 (方學洙) - 배문례 (裴文禮) - 배인덕 (裴麟德) - 배정자 (裵貞子) - 경찰 - 백금풍 (白金風) - 백남현 (白南炫) - 백수봉 (白秀峰) - 백영모 (白榮模) - 백의현 (白義賢) - 백태운 (白泰雲) - 백형린 (白衡璘) |

#### 사
| - 서계연 (徐桂淵) - 서범석 (徐範錫) - 서상용 (徐相庸) - 서소철 (徐邵哲) - 서장길 (徐長吉) - 석금룡 (石金龍) - 석기옥 (昔基玉) - 석범익 (石範益) - 석창만 (石昌萬) - 석창준 (石昌俊) | - 선우연 (鮮于연) - 소용수 (蘇瑢叟) - 손광겸 - 손지환 (孫枝煥) - 손희상 (孫熙相) - 송세환 (宋世渙) - 송찬도 (宋燦道) - 관료 - 송태희 (宋泰熙) - 신기석 (申基碩) - 신덕승 (辛德勝) | - 신석희 (愼錫熙) - 신성환 (申成煥) - 신영식 (申映湜) - 신옥남 (申玉男) - 신용국 (申龍國) - 신은묵 (辛殷默) - 신재희 (申載熙) - 신홍덕 (申鴻德) - 심득순 (沈得順) |

#### 아
| - 안기초 (安基礎) - 안덕선 (安德善) - 안삼룡 (安三龍) - 안삼룡 (安三龍) - 안성도 (安成道) - 안영언 (安英彦) - 안용정 (安容禎) - 안용택 (安龍澤) - 안응록 (安應綠) - 안창호 (安昌鎬) - 안채운 (安采云) - 안홍익 (安鴻翼) - 양동요 (梁東遼) - 양복석 (梁福錫) - 양영환 (梁永煥) - 양재규 (楊在奎) - 양재하 (楊在河) - 관료 - 양정묵 (梁正默) - 친일단체 - 양종식 (梁宗植) - 양호석 (梁鎬錫) - 엄경선 (嚴敬善) - 엄대섭 (嚴大燮) - 엄만봉 (嚴萬峰) - 엄주익 (嚴柱益) - 친일단체 - 엄창수 (嚴昌洙) - 염남욱 (廉南旭) - 염면홍 (廉冕弘) - 염복봉 (廉福奉) - 염선우 - 염창섭 (廉昌燮) - 군 - 오국호 (吳國鎬) - 오기준 (吳基俊) - 오두환 (吳斗煥) - 오명규 (吳明奎) - 오상조 (吳相條) - 오영헌 (吳永軒) - 오원청 (吳原淸) - 오정근 (吳貞根) - 오종순 (吳鐘淳) - 오헌영 (吳憲泳) - 오현상 (吳顯相) - 오현찬 - 욱상창 (郁相昌) - 원기범 (元基範) - 원영춘 (元永春) - 원영희 (元永熙) - 원정환 (元正煥) - 원철범 (元哲範) - 원치상 (元致常) - 위동백 (魏東佰) - 위봉조 (魏鳳祚) - 유남진 (兪南鎭) - 유병철 (柳炳哲) - 유선장 (柳善章) - 유영악 (柳榮樂) - 유이규 (劉二奎) - 유익상 (柳益祥) - 유중희 (柳重熙) - 유찬행 (兪讚行) - 유홍순 (劉鴻洵) - 관료 - 유희장 - 윤귀동 (尹貴東) - 윤규현 (尹奎鉉) - 윤동훈 (尹東勳) - 윤만석 (尹萬錫) - 윤명선 (尹明善) - 윤상필 (尹相弼) - 군 - 윤세욱 (尹世煜) - 윤수복 (尹壽福) | - 윤영만 (尹永萬) - 윤재권 (尹在權) - 윤정일 (尹正日) - 윤진서 (尹晉序) - 윤태동 (尹泰東) - 윤하태 (尹夏泰) - 윤홍수 (尹洪洙) - 이강준 (李康埈) - 이경빈 (李京彬) - 이경재 (李庚在) - 이기술 (李己述) - 이기한 (李基漢) - 이기홍 (李氣鴻) - 이남수 (李南洙) - 이대덕 (李代德) - 이덕준 (李德俊) - 이덕진 (李德振) - 군 - 이도선 (李道善) - 이도일 (李道日) - 이동붕 (李東鵬) - 이동석 (李東奭) - 이동성 (李東成) - 이동수 (李東洙) - 이동욱 (李東郁) - 이동원 (李東園) - 이동주 (李東柱) - 이동준 (李東俊) - 군 - 이동준 (李東俊) - 이동화 (李東華) - 이두한 (李斗漢) - 이만구 (李萬九) - 이명복 (李明福) - 이명헌 (李明軒) - 이명훈 (李命勳) - 이무평 (李武平) - 이문규 (李文奎) - 이문상 (李文相) - 이민창 (李敏昌) - 이범석 (李範錫) - 이범익 (李範益) - 이범익 (李範益) - 중추원, 관료 - 이병인 (李丙仁) - 이병찬 (李秉燦) - 이병찬 (李秉燦) - 이병휘 (李炳徽) - 이봉근 (李鳳根) - 이봉남 (李鳳南) - 이봉제 - 이봉춘 (李逢春) - 이상묵 (李相默) - 이석기 (李碩基) - 이설년 (李雪年) - 이성권 (李成權) - 이성백 (李星伯) - 이성삼 (李省三) - 이성재 (李性在) - 이송오 (李松伍) - 이승련 (李承蓮) - 이승업 (李承業) - 이승정 (李承鼎) - 이시동 (李時董) - 이시영 (李時英) - 이시운 (李時云) - 이시유 (李時有) - 이영근 (李英勤) - 이영일 (李英逸) - 이영춘 (李永春) - 이오익 (李五翼) - 이완구 (李完求) | - 이용성 (李龍星) - 군 - 이용택 (李容澤) - 이운철 (李云哲) - 이원 (李元) - 이원명 (李元明) - 이원철 (李元哲) - 이원형 (李元衡) - 군 - 이월봉 (李月鳳) - 이유석 (李裕錫) - 이은석 (李銀錫) - 이응도 (李應道) - 이응렬 (李應烈) - 이응범 (李應範) - 이이순 (李利淳) - 이인기 (李寅基) - 이인수 (李寅秀) - 친일단체 - 이일 (李一) - 이일림 (李日林) - 이재수 (李在洙) - 이재수 (李在洙) - 이정근 (李貞根) - 이정린 (李正鱗) - 이정린 (李廷麟) - 이정림 (李廷林) - 이정의 (李正義) - 이종선 (李鍾善) - 이종섭 (李鐘燮) - 이종희 (李鐘熙) - 이준목 (李俊穆) - 이증흥 (李增興) - 이지선 (李枝善) - 이지우 (李枝友) - 이진 (李晉) - 이창조 (李昌朝) - 이창준 (李昌俊) - 이철순 (李哲淳) - 이춘선 (李春善) - 이춘원 (李春元) - 이충국 (李忠國) - 이탁 (李卓) - 이태인 (李泰仁) - 이태종 (李台鍾) - 이태진 (李泰珍) - 이풍춘 (李風春) - 이필동 (李珌東) - 이하영 (李河英) - 이학문 (李鶴汶) - 군 - 이한원 (李韓源) - 이해봉 (李海峯) - 이해수 (李海秀) - 이해윤 (李海潤) - 이형준 (金炯俊) - 이호일 (李鎬日) - 이홍범 (李洪範) - 이회덕 (李懷德) - 이희덕 (李熙悳) - 중추원 - 임대성 (壬大成) - 임병권 (任秉權) - 임성봉 - 임순봉 - 임영진 (林英振) - 임용철 (林龍哲) - 임윤경 (林閏卿) - 임익룡 (任益龍) - 임인익 (林仁益) - 임정석 (任晶石) - 임한룡 (林漢龍) - 임호석 (林鎬錫) |

#### 자
| - 장광렬 (張光烈) - 장규원 (張逵源) - 장달원 (張達源) - 장덕명 (張德明) - 장덕선 (張德善) - 장동인 (張東仁) - 장두칠 (張斗七) - 장병호 (張炳浩) - 장선태 (張善泰) - 장성진 (張星軫) - 장영준 (張英俊) - 장영춘 (張永春) - 장원경 (張元京) - 장원준 (張元俊) - 장이탁 - 장익민 (張益敏) - 장인춘 (張仁春) - 장정옥 (張貞玉) - 장준걸 (張俊傑) - 장지량 (張之亮) - 장진성 (張振聲) - 장창욱 (張昌旭) - 전국보 - 전국정 (全國定) - 전기룡 (全琪龍) - 전길룡 (全吉龍) | - 전남규 (全南奎) - 전병옥 (全炳玉) - 전병철 (全秉哲) - 전병희 - 전봉만 (全鳳萬) - 전봉운 (田奉雲) - 전재학 (全載鶴) - 전정현 (全鼎鉉) - 전종극 (全宗極) - 전철룡 (全鐵龍) - 전태화 (田泰華) - 전흥찬 (全興燦) - 정규성 (鄭奎聲) - 정기 (鄭起) - 정민오 (鄭敏五) - 정복만 (鄭福萬) - 정빈 (鄭斌) - 정석구 (鄭錫久) - 정성충 (鄭成忠) - 정순섭 (鄭舜燮) - 정승복 (鄭承福) - 정윤호 (鄭潤鎬) - 정인채 (鄭寅菜) - 정재명 - 정창규 (鄭昌奎) - 정창우 (鄭昌祐) | - 정항식 (鄭恒植) - 정호준 (鄭浩俊) - 조광선 (趙光善) - 조국서 (曺國瑞) - 조규팔 (曹奎八) - 조기풍 (趙基豊) - 조대련 (趙大連) - 조동조 (趙東照) - 조병철 (趙炳喆) - 조봉준 (趙鳳俊) - 조윤걸 (趙允傑) - 조춘근 (曺春根) - 조한호 (趙漢浩) - 주굉섭 (朱宏燮) - 주기준 (朱基俊) - 주림 (朱林) - 주영환 (朱寧煥) - 주재덕 (朱在德) - 주종우 (朱鍾宇) - 주평로 (朱坪魯) - 지금룡 (池金龍) - 지동한 (池東漢) - 지영철 (池英哲) - 지재성 (池在聲) - 진양근 (陳洋根) - 진학문 (秦學文) - 중추원 |

#### 차
| - 차강 (車綱) - 차득순 (車得順) - 차용준 (車龍俊) - 차재정 (車載禎) - 차중길 (車仲吉) - 차화선 (車化善) - 관료 - 채규국 (蔡奎國) - 채규남 (蔡奎南) - 채규철 (蔡奎哲) - 채규풍 - 채규화 (蔡奎華) - 채근 (蔡槿) - 채민석 (蔡敏錫) - 채봉림 (蔡鳳林) - 채원규 - 채창룡 (蔡昌龍) - 최관송 (崔寬松) - 최광우 (崔光宇) - 최기석 (崔基錫) - 최남룡 (崔南龍) - 최남선 (崔南善) - 중추원, 교육/학술 - 최덕만 (崔德萬) - 최도권 (崔道權) | - 최돈직 (崔敦直) - 최돈학 (崔敦鶴) - 최동규 (崔東奎) - 최동룡 (崔東龍) - 최동륜 (崔東崙) - 최동수 (崔東秀) - 최동활 (崔東活) - 최동훈 (崔東勛) - 최만형 (崔萬衡) - 최명주 (崔明柱) - 최문송 (崔文松) - 최병기 (崔炳基) - 최병학 (崔炳學) - 최봉만 (崔奉滿) - 최봉춘 (崔鳳春) - 최삼림 (崔三林) - 최삼풍 (崔三豊) - 최상현 (崔相鉉) - 최석규 (崔錫珪) - 최석환 (崔石丸) - 최선오 (崔善伍) - 최선옥 (崔善玉) - 최수원 (崔秀源) - 최승일 (崔承一) | - 최영부 (崔英富) - 최영재 (崔永在) - 최영춘 (崔永春) - 최영혁 (崔榮赫) - 최용윤 (崔龍允) - 최용현 (崔龍玄) - 최윤 (崔允) - 최윤주 (崔允周) - 중추원 - 최일호 (崔一鎬) - 최재범 (崔在範) - 군 - 최재항 (崔在恒) - 군 - 최정규 (崔晶圭) - 친일단체 - 최정훈 (崔正勳) - 최창락 (崔昌洛) - 최창봉 (崔昌峯) - 최창현 (崔昌鉉) - 최청송 (崔靑松) - 최탁 (崔卓) - 관료, 경찰 - 최하랭 (崔河冷) - 최하성 (崔河星) - 최홍준 (崔洪俊) - 최화삼 (崔化三) |

#### 타
| - 탁춘봉 (卓春峰) - 태명수 (太明洙) | - 태이훈 (太利燻) - 태장만 (太長萬) | - 태한규 (太翰奎) |

#### 파
| - 표성천 (表聲天) |

#### 하
| - 하임산 (河林山) - 한국진 (韓國振) - 한낙규 (韓洛奎) - 한노수 (韓魯洙) - 한백순 (韓伯淳) - 한봉렬 (韓鳳烈) - 한봉현 (韓鳳鉉) - 한상우 (韓相愚) - 한성림 (韓成林) - 한영수 (韓英守) - 한영은 (韓永恩) - 한영휘 (韓英輝) - 한웅길 (韓雄吉) - 한원석 (韓元錫) - 한의제 (韓義濟) - 한인성 (韓麟成) - 한일 (韓一) - 한주옥 (韓珠玉) - 한찬숙 (韓贊淑) - 한풍준 (韓風俊) - 한흥운 (韓興云) - 함대순 (咸大順) - 함두섭 (咸斗燮) - 함석창 (咸錫彰) | - 함연호 (咸演호) - 함태형 (咸泰亨) - 허규활 (許奎活) - 허근종 (許槿鐘) - 허기락 (許基洛) - 허기열 (許基烈) - 허길봉 (許吉鳳) - 허동환 (許東煥) - 허수병 (許樹屛) - 허용범 (許龍範) - 허인진 (許仁鎭) - 허일 (許逸) - 허자룡 (許子龍) - 허자룡 (許子龍) - 허진성 (許鎭星) - 허태봉 (許泰鳳) - 허학권 (許學權) - 현봉룡 (玄鳳龍) - 현상묵 (玄相默) - 현시달 (玄時達) - 현영주 (玄瑩周) - 현학수 (玄鶴洙) - 현학춘 (玄鶴春) - 홍건표 (洪建杓) | - 홍기만 (洪起萬) - 홍대영 (洪大英) - 홍성태 (洪性泰) - 홍순봉 (洪淳鳳) - 홍순삼 (洪淳三) - 홍순일 (洪淳一) - 홍식 (洪湜) - 홍영선 (洪永善) - 황금룡 (黃金龍) - 황기호 (黃基鎬) - 황도연 (黃道淵) - 황명춘 (黃明春) - 황병학 (黃秉鶴) - 황봉춘 (黃逢春) - 황사성 (黃四星) - 황상순 (黃尙順) - 황석준 (黃石俊) - 황시준 (黃時俊) - 황재락 (黃再洛) - 황종률 (黃鍾律) - 황종욱 - 황진식 - 황하숙 (黃河淑) |

### 중국 관내 (66명)
| - 고문규 (高文奎) - 공돈 (孔敦) - 김병건 (金炳健) - 김상호 (金尙浩) - 김서분 (金瑞粉) - 김수인 (金守仁) - 김우풍 (金佑風) - 김이구 (金以九) - 김인근 (金仁根) - 김인성 (金麟聲) - 김일선 (金一仙) - 김일준 (金一準) - 김일현 (金一鉉) - 김정섭 (金鼎燮) - 김하종 (金河鐘) - 박경도 (朴景道) - 박순구 (朴順九) - 박승기 (朴承基) - 박일석 (朴日碩) - 변정금 (邊正金) - 봉명석 (奉命石) - 석현구 (石鉉九) | - 손창식 (孫昌植) - 중추원 - 송경호 - 송경환 - 오건일 (吳健一) - 원치복 (元致福) - 유압 (劉압) - 유학곤 (柳學坤) - 윤기풍 (尹基豊) - 윤상만 (尹尙萬) - 윤인택 (尹仁澤) - 이동욱 (李東旭) - 이동제 (李東濟) - 이두규 (李斗奎) - 이면화 (李冕和) - 이상우 (李相佑) - 이승언 (李昇彦) - 이여강 (李如崗) - 이영 (李英) - 이영구 (李英九) - 이원업 (李元業) - 이종운 - 이창조 (李昌祚) | - 이치운 (李致雲) - 이치현 (李致顯) - 이학로 (李鶴魯) - 이화성 (李華盛) - 임두욱 (任斗旭) - 임창하 (林昌夏) - 장찬식 (張贊植) - 정영택 (鄭英澤) - 정원길 (鄭元吉) - 정이월 (丁履月) - 정치복 (鄭致福) - 조국성 (曺國成) - 조병철 (趙秉鐵) - 진식탁 (陳式탁) - 최덕렬 (崔德烈) - 최일천 (崔日天) - 하윤명 (河允明) - 한기순 (韓基舜) - 한처복 (韓處福) - 홍국철 (洪國哲) - 홍승호 (洪承鎬) - 홍이두 (洪利斗) |

### 일본 (38명)
| - 강용옥 (康龍玉) - 강재원 (姜在源) - 강창기 (姜昌基) - 고권삼 (高權三) - 고명복 (高命福) - 김국종 (金國鐘) - 김국필 (金國弼) - 김동조 (金東祚) - 김연수 (金連壽) - 김인엽 (金仁燁) - 박내수 (朴來壽) - 박대복 (朴大福) | - 박병인 (朴炳仁) - 박석헌 (朴石憲) - 박재용 (朴載庸) - 박춘금 (朴春琴) - 제국의회 - 이근세 (李根世) - 이기동 (李起東) - 이동화 (李東華) - 이선홍 (李善洪) - 이영개 (李英介) - 이재동 (李在東) - 이정희 (李廷喜) - 임용길 (任龍吉) | - 장경탁 (張京鐸) - 장철수 (張澈壽) - 전택영 (全澤英) - 정상택 (鄭相澤) - 정인학 (鄭寅學) - 정재봉 (鄭在風) - 진기훈 (陳起薰) - 진의종 (陳懿鍾) - 최병림 (崔炳琳) - 표성조 (表性祚) - 허원 (許源) - 홍재두 (洪在斗) - 홍준표 (洪埈杓) |

### 러시아 (6명)
| - 김만건 (金萬健) - 박남규 (朴南圭) | - 박병일 (朴炳一) - 엄인섭 (嚴仁燮) | - 조영진 (趙永晋) - 함동철 (咸東哲) |

## 같이 보기
- 대한민국 정부 발표 친일반민족행위자 명단 - 해외